# 6679 Gurzhij
6679 Gurzhij è un asteroide della fascia principale. Scoperto nel 1969, presenta un'orbita caratterizzata da un semiasse maggiore pari a 2,1900175 UA e da un'eccentricità di 0,0327186, inclinata di 5,52719° rispetto all'eclittica.